# Waiblingen
Waiblingen er en by i det sydvestlige Tyskland i delstaten Baden-Württemberg med omkring 55.000 indbyggere. Waiblingen er administrationssæde i landkreisen Rems-Murr, og nærmeste naboby er Stuttgart.

## Historie
Waiblingen blev først nævnt i karolingiske dokumenter i 885 på Karl den Tykkes tid. Waiblingen fik byrettigheder i 1250.
Waiblingen hørte til de saliske konger, som hertugerne og kongerne af Hohenstaufen arvede den fra. Man mener at det italienske navn på Hohenstaufen party, Ghibelline, kommer af Waiblingen.
Byen blev næsten helt ødelagt i 1634 under trediveårskrigen, og indbyggerne blev enten dræbt eller deporteret. Den blev opbygget igen efter krigen, og gamlebyen som i dag eksisterer kommer fra årene mellem 1640 og 1700. Fæstningsværkene er stadig godt bevaret.

## Eksterne links
- Wikimedia Commons har flere filer relateret til Waiblingen